# Stade Lahouari-Benahmed
Le stade Lahouari-Benahmed (en arabe : ملعب الهواري بن أحمد), est un stade omnisports dont la capacité est de 10 000 places, et revêtu en gazon artificiel 4e génération.
Il se situe à Choupot au quartier Hai El-Othmania (ex-cité Maraval) à Oran-ouest. Les clubs de football domiciliés dans le stade sont le RCG Oran et le RC Oran.

## Histoire
Le stade est construit pendant la période coloniale et inauguré sous le nom de stade Choupot. Il fut agrandi, rénové et rebaptisé stade Lahouari-Benahmed en 1992 au nom du martyr Lahouari Benahmed mort lors de la guerre d'Algérie. En 2006, le stade a subi une deuxième rénovation dans le cadre de son homologation par la Ligue régionale de football d'Oran (LRF Oran),.